# Tarantinaea lignarius
Tarantinaea lignarius is een slakkensoort uit de familie van de Fasciolariidae. De wetenschappelijke naam van de soort werd in 1758 voor het eerst geldig gepubliceerd door Carl Linnaeus.